# Ole Lamm
Ole Albert Lamm (25 de diciembre de 1902 en Gotemburgo – 14 de agosto de 1964 en Estocolmo), fue un químico físico sueco cuya investigación incluyó fenómenos de difusión y sedimentación.
Lamm fue estudiante de posgrado bajo la tutela del laureado del Premio Nobel The Svedberg en la Universidad de Uppsala y obtuvo su doctorado en 1937 con la tesis Mediciones de gradientes de concentración en sedimentación y difusión por métodos de refracción: Propiedades de solubilidad del almidón de patata. En 1945, fue nombrado profesor de química teórica, y desde 1953 de química física, en el Real Instituto de Tecnología en Estocolmo.
Lamm introdujo la ecuación de Lamm, que describe la distribución de concentración de solutos resultante de la sedimentación y difusión bajo ultracentrifugación en células típicas con forma de sector.
En 1957, fue elegido miembro de la Real Academia Sueca de Ciencias de la Ingeniería y en 1958, miembro de la Real Academia Sueca de Ciencias. Con motivo de su 60 cumpleaños en 1962, se publicó una Festschrift en su honor.